# Shinkanaoka (métro d'Osaka)
Shinkanaoka (新金岡駅, Shinkanaoka-eki) est une station du métro d'Osaka sur la ligne Midōsuji dans l'arrondissement de Kita à Sakai.

## Situation sur le réseau
La station Shinkanaoka est située au point kilométrique (PK) 23,0 de la ligne Midōsuji.

## Histoire
La station a été inaugurée le 18 avril 1987.

## Services aux voyageurs

### Accès et accueil
La station est ouverte tous les jours.

### Desserte
- Ligne Midōsuji :
  - voie 1 : direction Nakamozu

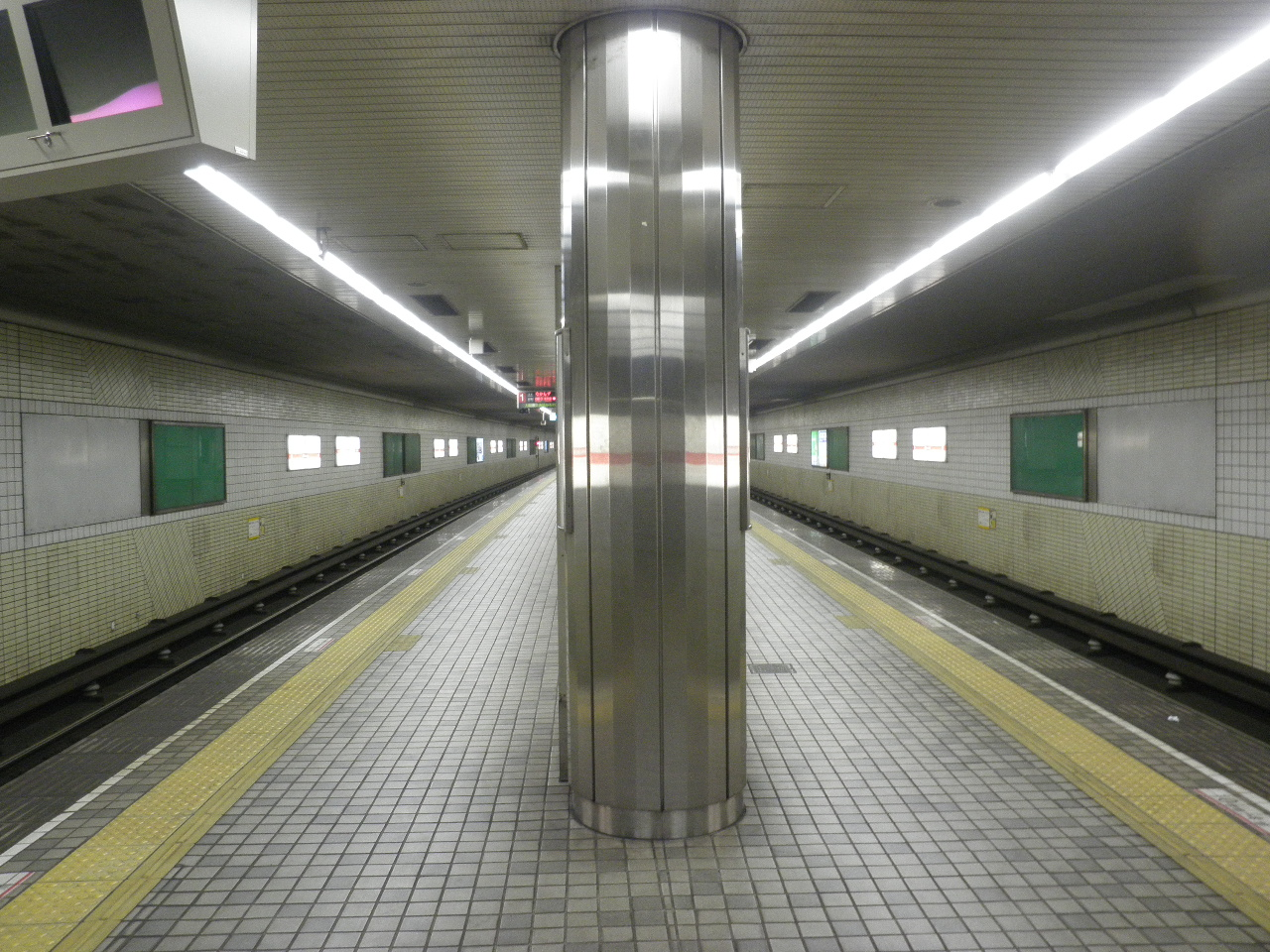
Vue du quai de la ligne Midōsuji

  - voie 2 : direction Esaka (interconnexion avec la ligne Kitakyu Namboku pour Minoh-kayano)